# Зоуи
„Зоуи“ (на английски: Zoe) е американски романтичен научнофантастичен филм от 2018 година на режисьора Дрейк Доремус, с участието на Юън Макгрегър, Леа Седу, Кристина Агилера, Тео Джеймс, Рашида Джоунс, Миранда Ото и Матю Грей Гъблър.
Филмът прави своята световна премиера във Филмовия фестивал в Трибека на 21 април 2018 г. Пуснат е на 20 юли 2018 г. от Amazon Studios.

## Актьорски състав
| Актьор           | Роля         |
| ---------------- | ------------ |
| Юън Макгрегър    | Коул         |
| Леа Седу         | Зоуи         |
| Кристина Агилера | Джуълс       |
| Тео Джеймс       | Аш           |
| Рашида Джоунс    | Ема          |
| Миранда Ото      | Дизайнерката |
| Матю Грей Гъблър | Майкъл       |

## В България
В България филмът е излъчен на 14 май 2019 г. по bTV Cinema с български войсоувър дублаж, записан в студио „Медиа Линк“. Екипът се състои от:
| Озвучаващи артисти  | Мина Костова Цветослава Симеонова Виктор Танев Тодор Георгиев Димитър Ангелов |
| Преводач            | Яна Янева                                                                     |
| Тонрежисьор         | Александър Малинов                                                            |
| Режисьор на дублажа | Мария Ангелова                                                                |